# Bendahler Bach
| Zuläufe und Bauwerke \| Bendahler Bach \| Bendahler Bach \| Bendahler Bach \| \| ------------------------------ \| -------------- \| ---------------------------- \| \| Legende \| \| \| \| Wuppertal \| \| Wuppertal \| \| \| \| \| \| \| \| \| \| \| \| Zulauf \| \| \| \| \| \| \| \| Böhler Bach \| \| \| \| Böhlerhofer Bach \| \| \| \| \| \| \| \| Teich (ehemalig Bad Bendahl) \| \| \| \| \| \| \| \| \| \| \| \| \| \| Zulauf Buschstraße \| \| \| \| Bahnstrecke Elberfeld–Dortmund \| \| \| \| Bundesstraße 7 \| \| \| \| Wupper \| \| \| |  |                              |
| Bendahler Bach |  |                              |
| Legende |  |                              |
| Wuppertal |  | Wuppertal                    |
| |  |                              |
| |  |                              |
| |  | Zulauf                       |
| |  |                              |
| |  | Böhler Bach                  |
| |  | Böhlerhofer Bach             |
| |  |                              |
| |  | Teich (ehemalig Bad Bendahl) |
| |  |                              |
| |  |                              |
| |  |                              |
| Zulauf Buschstraße |  |                              |
| Bahnstrecke Elberfeld–Dortmund |  |                              |
| Bundesstraße 7 |  |                              |
| Wupper |  |                              |

Der Bendahler Bach ist ein 2,44 Kilometer langer Bach, der den Wuppertaler Stadtbezirk Barmen von Elberfeld trennt. Der Bach, ein Zufluss der Wupper, ist gleichzeitig Namensgeber für einen Wuppertaler Ortsteil und für die ehemalige Justizvollzugsanstalt Bendahl.

## Topografie
Der Bach entspringt in einem Quellteich in 319 Meter Höhe nahe einem Wohngebiet am Böhler Weg. Ein zweiter Teich unmittelbar darauf mit einem Betonwehr wurde in den 1980er Jahren abgelassen. Auf der nahen Bergkuppe Lichtscheid befinden sich die Hauptverwaltung der Barmer GEK und der Standort des ehemaligen Freizeitbades Bergische Sonne. Ein Rohr verbindet den Bach mit dem Gelände des Freizeitbades, durch das zu Zeiten des früheren Straßenbahn- und Busdepots vor dem Bau des Bades Abwässer in den Bach eingeleitet wurden.
Weiter fließt er oberirdisch in nördlicher Richtung entlang eines bewaldeten Tales, das der Bach im Laufe der Zeit geschaffen hat. Der Böhler Weg folgt talwärts dem Bachlauf auf der linken Seite. Nach ungefähr einem Kilometer mündet von der linken Seite der 481 Meter lange Böhler Bach in den Bendahler Bach. Rund 300 Meter weiter mündet ebenfalls von der linken Seite der 480 Meter lange Böhlerhofer Bach. Nach 30 Meter verläuft er verrohrt weiter, vorbei an dem Freibad der Wasserfreunde Wuppertal und einem Teich.
Dieser Teich ist der renaturierte kleine Überrest der großen und beliebten Freibadanlage Bendahl, deren Becken von dem Bach gespeist wurde. Das Freibad besaß zwar mit Beton eingefasste Wände, aber einen natürlichen Boden aus Schlamm. In der zweiten Hälfte des 20. Jahrhunderts wurde ein solcher Untergrund nicht mehr zu- und das Freibad daher aufgelassen. In den späten 1980er Jahren erfolgte dann der Rückbau zu einem kleinen Park mit Teich. Der ebenfalls zum Freibad gehörige Flachbau wird heute als Pfadfinderheim vom Bund der Pfadfinderinnen und Pfadfinder Wuppertal genützt. Die Pfadfinderinnen und Pfadfinder versuchen durch Spenden und ehrenamtliche Eigeninitiative das Haus zu erhalten.
Weiter abwärts tritt der Bach wieder seitlich eines Parkplatzes von einem Gewerbegebiet an die Oberfläche, um nach weiteren 200 Meter wieder verrohrt zu laufen. Der Böhler Weg geht in die Bendahler Straße über und der Bach wechselt die Seite. Nun verläuft der Bendahler Bach links dieser Straße. In der Höhe der Kreuzung der Bendahler Straße mit der Straße Wolkenburg mündet von rechts der verrohrte 780 Meter lange Bachlauf an der Buschstraße im Bendahler Bach. Kurz danach unterquert der Bach die Bahnstrecke Elberfeld–Dortmund und die Bundesstraße 7 (B 7). Dort lag ehemals die Justizvollzugsanstalt Wuppertal, auf der anderen Seite die Wicküler-Brauerei.
In der Nähe der größten Binneninsel der Wupper, der Gerichtsinsel, mündet dann der Bach bei dem Landgericht Wuppertal im linken Nebenarm der Wupper in rund 154 Meter Höhe NN.

## Das Tal des Bendahler Baches
Der heutige Böhler Weg entlang des Bendahler Bachs geht aus einer Verbindungsstraße von dem Furter Hof über Schuwanstraße, In der Böhle, Dausendbusch nach Gockelsheide hervor. Diese Straße wurde 1754 durch den Ingenieur und Hauptmann Mansfeld entworfen, der von 1750 bis 1752 auch für den Bau der Chaussee zwischen Elberfeld und Barmen, der heutigen Friedrich-Engels-Allee verantwortlich war, und 1848 als Elberfelder Communalweg ausgebaut.
Entlang des Tales, höher als die Bendahler Straße und Böhler Weg läuft die gut ausgebaute Landesstraße 417 (L 417) auch Ronsdorfer Straße. Sie stellt eine wichtige Verbindungsstraße vom Elberfelder Zentrum zu den Höhen und weiter zu dem Stadtteil Ronsdorf her. Neben der Barmer GEK auf dem Lichtscheid hat die Barmenia Versicherungen hier am Tal den Hauptgeschäftssitz. Die Barmenia hat 2006/2007 ihre Verwaltungsgelände durch drei weitere hohe Gebäude deutlich erweitert (Im nebenstehenden unterem Bild noch nicht zu sehen).

## Der Bach als historische Grenzlinie
Der Bendahler Bach trennte in Spätmittelalter die Bergischen Ämter Beyenburg und Elberfeld. Zur Sicherung dieser Grenze verlief auf der Westseite des Bachs ein Abschnitt der Elberfelder Linie der Bergischen Landwehr.

## Ältere Namen

### Erstmalige Erwähnung 1466
Die erste urkundliche Erwähnung der Siedlung und des Waldes am Bach stammt aus einer Beyenburger Amtsrechnung von 1466. Dort werden die Abgaben des im Tal liegenden Hofs Barendahl (= Bärental) und die Nutzungsrechte des Hofs am herzoglichen Wald, dem Boele, festgelegt.

### 1609
Auf einer Elberfelder Gemarkenkarte (1609) des Johann von der Waye trägt der Bach je nach Abschnitt mehrere Namen. Im Oberlauf vor der Einmündung des heutigen Böhler Bachs wird der heutige Bendahler Bach als Boehler Sieffe (Vgl.: Siepen) bezeichnet, der heutige Böhler Bach dagegen als Laßsieffe bzw. im Oberlauf Laßype. Ab dem Zusammenfluss hieß der heutige Bendahler Bach dann ebenfalls Laßsieffe. 
Der heutige Böhlerhofer Bach trug den Namen Kotzsieffe. Ab dessen Einmündung wechselte der Name des heutigen Bendahler Bachs in Vorderbeck (Beck ist eine alte Bezeichnung für Bach, Vorder dürfte eine Form von Furt sein und bezieht sich auf die Wupperfurt bei den Further Höfen an dessen Mündung). 
Nach Unterquerung der Altstraße von Barmen nach Elberfeld trug der Bach den Namen Vurderbeck. Ob es sich bei dem Wechsel von Vorderbeck zu Vurderbeck um einen Schreibfehler handelt oder hier wie in vielen anderen Texten dieser Zeit eine exakte Schreibung generell nicht für wichtig gehalten wurde, ist nicht geklärt. An der Mündung des Bachs in der Wupper lag jedenfalls auf dem Gelände des heutigen Elektrofachmarktes die Hofschaft Vurderhöffe zu Ibbert. Da sich dort eine Wupperfurt befand, leitet sich der Namen des Hofs vermutlich von dieser Wupperquerung her. Später wandelt sich der Namen der Höfe in Further Höfe.

### 1715
Der Bendahler Bach hieß laut der Topographia Ducatus Montani von Erich Philipp Ploennies um 1715 auch Capellenbach. Vermutlich stammt der Namen von der nahe Lichtscheid in der Nähe der Quelle gelegenen Hofschaft Capell (Bei J. v. d. Waye: Capeller Höffe, als Kapell 1466 ebenfalls erwähnt). Die Ortsbezeichnung Capell lebt noch heute im Ortsteil Kapellen fort.
Bei Ploennies wird die alte Hofschaft Barendahl im Tal nun als Pandahl bezeichnet. Ein etymologischer Zusammenhang von Barendahl, Pandahl und Bendahl ist anzunehmen.